# Tenampa (Veracruz)
Tenampa es una localidad del estado mexicano de Veracruz. Es cabecera del municipio de Tenampa.

## Demografía
| Censo | Población |
| ----- | --------- |
| 1900  | 891       |
| 1910  | 796       |
| 1921  | 704       |
| 1930  | 900       |
| 1940  | 821       |
| 1950  | 963       |
| 1960  | 1115      |
| 1970  | 1314      |
| 1980  | 1613      |
| 1990  | 1730      |
| 1995  | 1681      |
| 2000  | 1907      |
| 2005  | 1737      |
| 2010  | 1949      |
| 2020  | 2081      |